# José Rodrigues Neto
José Rodrigues Neto (Galiléia, 1949. december 6. – Rio de Janeiro, 2019. április 29.) világbajnoki bronzérmes válogatott brazil labdarúgó, hátvéd, edző.

## Pályafutása

### Klubcsapatban
1965–1966-ban a Vitória csapatában kezdte a labdarúgást. 1967 és 1975 között a Flamengo, 1976-ban a Fluminense, 1977–78-ban a Botafogo labdarúgója volt. 1978 és 1981 között az argentin Ferro Carril Oeste, 1981–82-ben az Internacional, 1982–83-ban az argentin Boca Juniors, 1983-ban a São Cristóvão csapatában szerepelt. 1983 és 1986 között Kínában játszott a South China, majd az Eastern együttesében.

### A válogatottban
1972 és 1978 között 11 mérkőzésen szerepelt a brazil válogatottban. Tagja volt az 1978-as argentínai világbajnokságon bronzérmes csapatnak.

### Edzőként
2002-ben a Moto Club, 2003-ban a São Bento vezetőedzője volt.

## Sikerei, díjai
Brazília
- Világbajnokság
  - bronzérmes: 1978, Argentína